# Câmpul morților
Câmpul morților este o necropolă getică din sec. IV-II a.Chr. situată în orașul Zimnicea. Se află în imediata apropiere a așezării getice din punctul „Cetate”. Situl a fost utilizat drept loc funerar și în alte perioade, în special în epoca bronzului și prima epocă a fierului. În extremitatea sudică a necropolei se suprapun vestigii ale așezării și necropolei medievale.

## Amplasare geografică
Situl arheologic „Câmpul morților” împreună cu situl „Cetate”, de care este strâns legat, sunt amplasate la periferia vestică a localității Zimnicea, cel mai sudic punct al României actuale. Siturile sunt strânse între granițele orașului în plină expansiune și râul Pasărea la vest, care se varsă în fluviul Dunărea la 1 km sud de platoul pe care se află punctul „Cetate”. Cele două situri se găsesc la numai 50 m distanță unul de celălalt și sunt despărțite de o ruscă, folosită în prezent pe post de drum, a cărei origine precisă încă nu a fost determinată. Lărgirea ei însă a fost efectuată în perioada postbelică, pentru facilitarea deplasării mijloacelor agricole mecanizate. O delimitare strictă dintre zona locuită și cea funerară de epocă Latène nu a putut fi stabilită cu exactitate, râpa folosită în prezent ca drum este mai degrabă o demarcație convențională.

## Istoricul cercetării

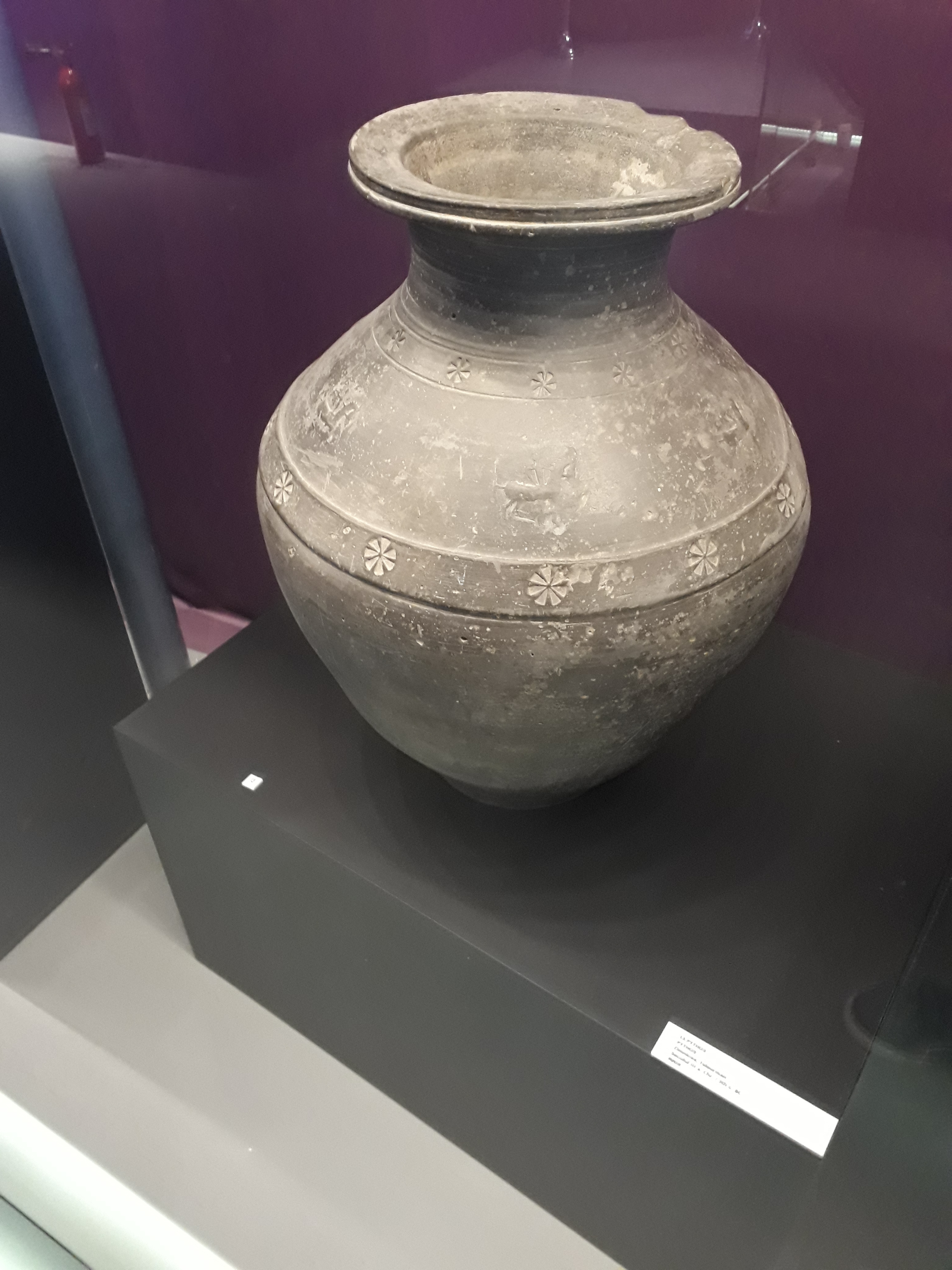
Pithos-ul cu rozete și călăreți descoperit de Cezar Bolliac în 1871, expus la Muzeul Național de Istorie al României (2023).

Prezența unor vestigii arheologice a fost semnalată pentru prima dată în 1845-1846 de către Cezar Bolliac, Dimitrie Bolintineanu, August Treboniu Laurian și frații Peretz. Cezar Bolliac a realizat apoi primele săpături aici în 1871, excavând printre altele peste 130 de morminte de incinerație în urnă și inhumație pe parcursul următorilor ani (peste 165 morminte conform propriilor calcule ale lui Bolliac). Descoperirile făcute atunci au fost publicate foarte sumar în „Trompeta Carpaților”. Unele săpături ocazionale au fost întreprinse de către Dimitrie Papazoglu și D. Butculescu în 1885, și sub Ion Andrieșescu în 1924, în urma cărora a rămas foarte puțină documentație.
Primele cercetări arheologice sistematice conform rigorilor științifice au fost făcute de Ion Nestor în 1948-1949, în care s-au săpat șapte secțiuni în punctul „Cetate” și șapte movile din necropolă, dintre care doar cinci s-au dovedit a conține morminte. Ulterior a urmat o serie îndelungată de campanii arheologice desfășurată sub Alexandrina D. Alexandrescu între 1966 și 1975. Principalul rezultat al acesteia a fost publicarea a 166 morminte cercetate atunci. Spre deosebire de necropolă, rezultatele săpăturilor realizate de Ion Nestor și A.D. Alexandrescu la „Cetate” rămân până în ziua de astăzi inedite în mare parte, chiar dacă suprafețele excavate sunt considerabile și depășesc cu mult amploarea celor din prezent. Mai mult ca atât documentația în ambele cazuri s-a pierdut, iar materialele recoltate se păstrează dispersate în mai multe instituții cum ar fi Muzeul Județean Teleorman, Muzeul Județean Giurgiu, Muzeul Național de Istorie al României și Institutul de Arheologie din București.

Cercel elenistic cu cap de leu descoperit în unul dintre mormintele necropolei în 2007.

În final s-au realizat săpături preventive și de salvare pe aceste situri în 2000-2005 („Cetate”) și 2007-2009 („Câmpul morților”) sub îndrumarea lui Mircea Babeș. Din păcate nici aceste cercetări nu au fost valorizate științific, cu excepția unor rapoarte scurte anuale (1-2 pagini), părți ale Cronicii cercetărilor arheologice din România. Campaniile din anii 2007-2009 au fost întreprinse deoarece pe o mare parte din suprafața necropolei o colonie de rudari se extinsese cu locuințele. Astfel, au fost afectate arii întinse din necropola la care cercetările încă nu au ajuns. În urma acestor săpături au fost dezvelite în total 51 de morminte. Directorul muzeului din Alexandria, Ecaterina Țânțăreanu, a afirmat atunci că "pentru anii următori strategia cercetării va trebui sa țină seama de gradul de risc ce rezultă din activitățile umane pentru fiecare porțiune din suprafața necropolei de la Zimnicea, un vast proiect de cercetare arheologică impunându-se a fi derulat cu ajutorul financiar și logistic al administrației publice locale". În același context Mircea Babeș a declarat că "necropola de la Zimnicea este cea mai bogată în descoperiri arheologice dintre toate așezările de pe linia Dunării".

## Descriere

Vas de ofrandă, aparținând culturii Gârla Mare-Cârna (sec. XIV-XIII a. Chr.), descoperit în unul dintre mormintele necropolei în 1969.

La „Câmpul morților” a fost cercetată o întinsă necropolă getică, suprapusă peste morminte din alte epoci, de exemplu epoca bronzului și Hallstatt. Mult timp a fost considerată cea mai importantă necropolă getică descoperită pe teritoriul României, datorită bogăției materialelor recoltate și diversității mormintelor, chiar dacă din punctul de vedere al ritului, predomină incinerația. Au fost atestate concentrații de morminte plane în jurul celor șapte movile ale necropolei. Două din acestea sunt considerate a fi dâmburi naturale, pe când ceilalți sunt tumuli, care pe lângă mormântul principal, găzduiau o serie de înmormântări secundare în mantaua lor. Așa este cazul tumulului C6 unde au fost descoperite 10 morminte secundare, dintre care unul chiar în vârful acestuia. S-a putut constata că necropola nu a avut o dezvoltare liniară sau concentrică, ci mai degrabă policentrică sub forma unor nuclee-cuiburi de morminte, exponente probabil ale relațiilor de familie. Tumulii aveau dimensiuni apropiate comparativ cu alte descoperiri similare de la nord de Dunăre, cu o înălțime de 0,5-1 m și un diametru de 15-30 m.
Majoritatea mormintelor cercetate sunt plane și preponderent de incinerație, astfel forma gropilor este de regulă circulară, sau mai rar oval-alungită. Nu este deloc neobișnuit ca gropile plasate la 0,20-0,30 m să fi fost deranjate de lucrările agricole. Chiar dacă adâncimea oscilează, în majoritatea cazurilor aceasta se încadrează între limitele 0,50-0,90 m. Ca excepție, din cele 166 de morminte publicate de către A.D. Alexandrescu doar un singur mormânt cu groapă rectangulară a fost depistat. 137 de morminte din 160 de incinerație au fost realizate în urnă, în celelalte cazuri resturile cinerare fiind depuse direct în groapă. Altele 4 erau de inhumație, și 2 cenotafe.
Mormintele în catacombe reprezintă o raritate pentru întreg arealul getic și se întâlnesc în tumulii C1 și C2. Ambele erau prevăzute cu un coridor de acces (dromos) dispus pe axa nord-sud, care cobora prin trepte până la adâncimea de circa 1,50 m. La capătul nordic, coridorul se lărgea brusc, formând astfel o cameră mortuară rectangulară de 2,80 x 2,70 m. Aceasta a fost căptușită de jur împrejur cu pietre mari, nefasonate, clădite fără mortar sau pământ. În fața camerei s-a lăsat un mic vestibul tot cu ziduri din piatră care ajungea până la suprafața solului. În tumulul C7 era amplasat un mormânt „în cuptor”. A fost construit din pietre și lut. Baza acestuia este rectangulară, iar gura - orientată spre nord. Incinerarea defunctului a fost incompletă. Cel mai probabil arderea nu a decurs până la sfârșit deoarece locul a fost aproape imediat acoperit cu pământ. Scheletul a fost dispus în poziție întinsă, cu capul spre sud.

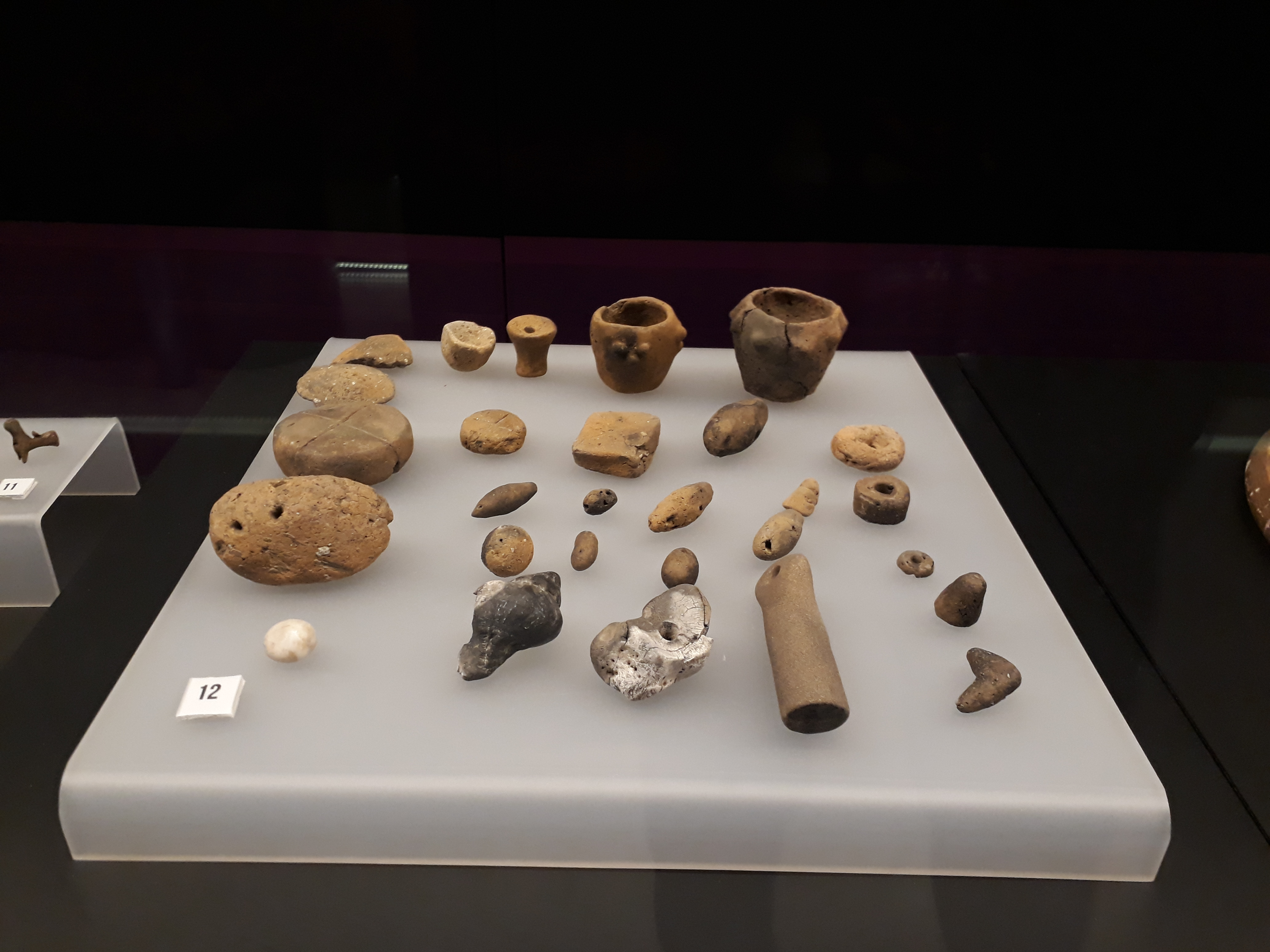
Trusă de magie din 28 piese, descoperită în 2008 în necropola de la Zimnicea, expusă la Muzeul Național de Istorie al României (2023).

Printre descoperirile cele mai spectaculoase este evident inventarul recoltat din mormintele tumulare principale: fibule de tip tracic de bronz sau fier, un coif grecesc din bronz, vârfuri de lance și săgeți, cupe de argint, amfore grecești, zăbale de fier ș.a. Săbiile și cuțitele de luptă reprezintă o raritate în necropolele getice din sec. IV-III a.Chr., la Zimnicea fiind descoperit doar un singur exemplar, un cuțit lung de luptă. O descoperire excepțională este toporul de luptă din fier găsit în unul dintre mormintele secundare ale tumulului C3. Tot remarcabilă este descoperirea unei perle în formă de amforă, cu analogii la Fântânele și Mezek, și mici piepteni decorați din os, asemănători celor găsiți la Poiana. Datorită prezenței decorațiilor, arheologul Alexandrina D. Alexandrescu presupunea că sunt obiecte de podoabă, pieptenii obișnuiți fiind confecționați din material perisabil care nu a supraviețuit în context arheologic.

## Descoperiri
Următorul tabel afișează cele mai notabile descoperiri făcute pe situl de la Zimnicea „Câmpul morților”:
| Denumire                          | Anul descoperirii | Cond. echipei descoperitoare | Descriere | Datare                       | Origine                         | Expusă | Păstrată                                                                                                   |
| --------------------------------- | ----------------- | ---------------------------- | --- | ---------------------------- | ------------------------------- | --- | --- |
| Pithosul cu rozete și călăreți    | 1871              | Cezar Bolliac                | Vas ceramic lucrat la roată de tip pithos cu ornament format din rozete imprimate și călăreți în relief. Aceștia din urmă reprezintă unul dintre cazurile rare de reprezentări antropomorfe în arta getică locală, fiind de fapt și primul exemplu de acest fel cunoscut în literatură. | Sec. II a.Chr.               | Locală getică                   | Expoziția Universală de la Viena, 1873, pavilionul României. | |
| Mormântul-cuptor C7M6             | 1949              | Ion Nestor                   | Descoperit în tumulul C7, reprezintă un defunct incinerat incomplet într-o cameră dreptunghiulară construită din pietre și lut asemănată unui cuptor. În literatura arheologică funcția de crematoriu este contestată aproape unanim. Anterior, singura analogie era considerat mormântul-cuptor de la Poienești descoperit în același an, dar conform ultimelor interpretări construcțiile funerare respective reprezintă camere incendiate după înhumarea morților, similare și descoperirilor de la Dănceni și Pârjolteni. Pe lângă fragmente de amfore și alte vase ceramice s-au mai descoperit două vârfuri de lance, ceea ce-i face pe arheologi să considere mormântul a fi al unui războinic. | Sec. IV-III a.Chr.           | Locală getică                   | | Distrus în urma săpăturilor arheologice. Inventar: Institutul de Arheologie „Vasile Pârvan” din București. |
| Cana de argint                    | 1969              | Alexandrina D. Alexandrescu  | O cană confecționată din argint prin intermediul tehnicii au repoussé. A fost descoperită în mormântul C10M70. Decorul reprezentat de motive geometrice, spirale, rozete și palmete acoperă aproape întreaga suprafață a vasului, inclusiv toarta. | Sec. IV-III a.Chr.           | Locală getică                   | Muzeul Județean „Teohari Antonescu” Giurgiu: Expoziție (1 iulie-31 octombrie 2019). Expoziția itinerantă „Aurul și argintul antic al României”: Muzeul de Artă din Cluj-Napoca (4 februarie-22 martie 2015). | Muzeul Județean „Teohari Antonescu” Giurgiu                                                                |
| Cercelul elenistic                | 2007              | Mircea Babeș                 | Un cercel din aur cu o extremitate în formă de cap de leu, descoperit printre resturile calcinate din interiorul unei căni lucrate cu mâna, urna propriu-zisă a mormântului nr. 2. Piesa, realizată au repoussé și decorată prin metoda granulației și filigranului, reprezintă prima de acest fel descoperită la nord de Dunăre. Cerceii cu cap de leu s-au descoperit pe un teritoriu întins în bazinul Mării Mediterane și al Mării Negre, iar în România au apărut anterior doar în coloniile grecești Tomis și Callatis. | Răscrucea sec. III-II a.Chr. | Import elenistic                | Muzeul Județean Teleorman: Exponatul lunii (1-30 iunie 2008). | Muzeul Județean Teleorman                                                                                  |
| Trusa de magie                    | 2008              | Mircea Babeș                 | Un set format din 28 de piese din lut, piatră, os sau scoică. Conține, printre altele, vase ceramice miniaturale, o zornăitoare și o figurină antropomorfă. Nu există un consens privind funcționalitatea unor asemenea piese, ipotezele arheologice atribuindu-le unor practici religioase, magice, tămăduitoare, rituale apotropaice sau considerându-le simple jucării pentru copii. Trusa de magie a fost descoperită în complexul 26 și nu are o asociere demonstrată cu vreun mormânt. În același timp este considerată cea mai însemnată descoperire a unei „truse de magie” de la nord de Dunăre.                                                                                              | Sec. IV-II a.Chr.            | Locală getică                   | Muzeul Județean Teleorman: Exponatul lunii (1-30 aprilie 2015). | Muzeul Județean Teleorman                                                                                  |
| Vasul de ofrandă Gârla Mare-Cârna | 1969              | Alexandrina D. Alexandrescu  | Un vas ceramic lucrat cu mâna depus în mormântul C10M77 al unui adolescent înhumat în poziție chircită, pe stânga. Vasul este amplu decorat prin incizie/imprimare și încrustare cu pastă albă. Ornamentele, prezente pe întreg corpul vasului, inclusiv pe toartă, gât și la bază, cuprind motive precum linii, cercuri, ghirlande/valuri, butoane ș.a. | Sec. XIV-XIII a.Chr.         | Locală cultura Gârla Mare-Cârna | Muzeul Județean Teleorman: Expoziția permanentă (1977-1997), Exponatul lunii (1-31 iulie 2014). | Muzeul Județean Teleorman                                                                                  |